# Cnemolia mimoides
Cnemolia mimoides är en skalbaggsart som beskrevs av Stefan von Breuning 1969. Cnemolia mimoides ingår i släktet Cnemolia och familjen långhorningar. Inga underarter finns listade i Catalogue of Life.